# 徳願寺 (市川市)
徳願寺（とくがんじ）は、千葉県市川市本行徳にある浄土宗の寺院。山号は海蔵山。院号は普光院。本尊は阿弥陀如来。行徳・浦安三十三観音第一番。

## 歴史
この寺は、1600年（慶長5年）普光院として創建されたのに始まり、1610年（慶長15年）徳川家康の開基により円誉を開山として諸堂が建てられ徳願寺と号するようになったと伝えられる。1648年（慶安元年）には江戸幕府から朱印状が与えられている。1774年（安永4年）に建てられた山門（仁王門）に安置されている仁王像は、葛飾八幡宮（市川市八幡）の別当寺で明治初年の神仏分離により廃寺となった法漸寺からこの寺に移された像である。
1871年（明治4年）11月に設置された印旛県の県庁は当初この寺に置かれたが、翌1872年（明治5年）1月に葛飾郡加村（現在流山市の一部）の旧葛飾県庁に移された（葛飾県印旛県庁跡参照）。

## 文化財
- 市川市指定文化財一覧参照

## 所在地
- 千葉県市川市本行徳5-22

## アクセス
- 東京メトロ東西線妙典駅から(北へ進み、千葉県道6号市川浦安線を渡り、寺町通りをそのまま北上して)徒歩約10分。
- 京成トランジットバス行徳一丁目停留所から(寺町通りを南下して)徒歩約5分。

## 周辺
- 常運寺
- 寺町通り (成田街道の一部であったとされる)
- 権現道 (徳川家康が鷹狩りの際に通ったとされる)
- 妙覚寺